# ドラマチックボクシング
ドラマチックボクシング（Dramatic Boxing）は、讀賣テレビ放送（ytv）のプロボクシング中継番組、及びytvなどが後援するプロボクシング興行である。

## 概要
ytvは在阪局ではもっともボクシング中継に力を入れており、大阪帝拳がプロモートの上で、同ジムを含む関西のジムが主催する興行を松下IMPホールで開催し、不定期放送しているが、最近はほとんど放送されていない。
かつては名城信男らの世界戦になると生中継されていた。現在は辰吉丈一郎の息子の辰吉寿以輝の試合が行われる興行を「あすリートチャンネル」で全試合生中継している。
朝日放送（ABC）系列のスカイAで中継される事もある。

## 出演者

### 実況
- 尾山憲一

## 過去の出演者

### 解説
- 辰吉丈一郎
- 六車卓也
- 渡辺二郎
- トミーズ雅

### 実況
- 清水健